# Tette Uyddym Tser Asseggyd
Tette Uyddym Tser Asseggyd lub Tatadym – król Etiopii z X lub XI wieku. Pochodził z dynastii Zague. Król ten pojawia się na drugim miejscu długiej listy władców etiopskich. Z kolei według listy sporządzonej przez polskiego historyka Andrzeja Bartnickiego w książce pod tytułem "Historia Etiopii" widnieje on na dziewiątym miejscu. Etiopski historyk Taddesse Tamrat twierdził, że Tette Uyddym Tser Asseggyd był najstarszym synem Mara Tekle Hajmanota. Według dzieła znanego jako "Gadla Jymryhane Krystosa", Asseggyd dołożył starań, aby zapewnić tron królestwa swojemu synowi poprzez podjęcie działań przeciwko swoim braciom - Akotietowi Dżanowi Syjumowi i Beymnetowi Gyrmie Syjumowi. Według prawa dziedzicznego plemienia Agau sukcesja powinna przypaść właśnie braciom.